# Sudamericano de Rugby M21 1998
El Sudamericano de Rugby M21 de 1998 fue el primer torneo para menores de 21 años de la región. El campeonato se disputó en setiembre en Asunción del Paraguay bajo la órbita de la Confederación Sudamericana de Rugby y contó por única vez con 6 equipos divididos en 2 series. Argentina se impuso en el partido final frente a Chile, ambos habían clasificado en calidad de ganadores de cada grupo.
En este torneo, los pumitas establecieron el récord hasta el día de hoy de mayor diferencia de puntos en un partido al vencer a Brasil por la segunda fecha 204 - 3.

## Equipos participantes
| - Selección juvenil de rugby de Argentina (Pumas M21) - Selección juvenil de rugby de Brasil (Brasil M21) - Selección juvenil de rugby de Paraguay (Paraguay M21) | - Selección juvenil de rugby de Chile (Cóndores M21) - Selección juvenil de rugby de Perú (Perú M21) - Selección juvenil de rugby de Uruguay (Teros M21) |

## Resultados[5][6]

### Grupo A
|  | Paraguay | 72 - 12 | Brasil | cancha del San José Rugby Club, Asunción, Paraguay |  |

|  | Argentina | 204 - 3 | Brasil | cancha del San José Rugby Club, Asunción, Paraguay |  |

|  | Argentina | 81 - 0 | Paraguay | cancha del San José Rugby Club, Asunción, Paraguay |  |

### Grupo B
|  | Chile | 131 - 0 | Perú | cancha del San José Rugby Club, Asunción, Paraguay |  |

|  | Chile | 37 - 21 | Uruguay | cancha del San José Rugby Club, Asunción, Paraguay |  |

|  | Uruguay | ganó Uruguay | Perú | cancha del San José Rugby Club, Asunción, Paraguay |  |

## Finales

### 5º puesto
|  | Brasil | ganó Brasil | Perú | cancha del San José Rugby Club, Asunción, Paraguay |  |

### Final de Plata
|  | Uruguay | 19 - 17 | Paraguay | cancha del San José Rugby Club, Asunción, Paraguay |  |

### Final de Oro
|  | Argentina | 17 - 8 | Chile | cancha del San José Rugby Club, Asunción, Paraguay |  |

| Bandera de Argentina |
| Campeón Argentina    |
| Primer título        |